# Skok (film 1999)
Skok – polski film sensacyjny z 1999 roku

## Opis fabuły
Borys, uczeń szkoły maturalnej różni się od swoich rówieśników. W wolnym czasie uprawia sport. Jest wychowywany przez matkę. Gdy pewnego dnia Borys idzie na spacer z koleżanką, oboje są świadkami ataku na Jacka, kolegi z klasy Borysa. Chłopak, broniąc kolegi, brutalnie postępuje z bandą, jednak w tym samym czasie zjawia się policja. Borys zostaje aresztowany. Borys godzi się na współpracę z policją za namową cynicznego inspektora. W szybkim czasie okazuje się, że Jacek jest uwikłany w ciemne porachunki z bandytami i nie chce ich zdradzić. Policja dowiaduje się, że niedługo dojdzie do skoku na kiosk. W trakcie zorganizowanej akcji policjanci przybywają jednak za późno, w związku z czym Jacek zostaje aresztowany, a pozostałym uczestnikom bandy udaje się uciec. Mimo wszystko Borys postanawia go uratować.

## Obsada aktorska
- Jakub Snochowski − Borys Koch
- Andrzej Andrzejewski − Jacek "Mały"
- Danuta Borsuk − Matka "Małego"
- Ewa Gorzelak − Siostra "Małego"
- Magdalena Kuta − Matka Borysa
- Zbigniew Suszyński − Ojciec Borysa
- Renata Pękul − Wychowawczyni
- Katarzyna Bargiełowska − Nauczycielka
- Robert Brzeziński − Trener
- Joanna Jędrejek − Pielęgniarka
- Wojciech Kalarus − Policjant I
- Marek Włodarczyk − Policjant II
- Hubert Zduniak − Mężczyzna w klubie
- Rafał Maćkowiak − Złodziej
- Dariusz Toczek − Rudy
- Marcin Chochlew − "Piołun"
- Adam Woronowicz − "Kosa"
- Elżbieta Komorowska − "Yaga"
- Piotr Mostafa − Marian
- Jacek Braciak − Policjant "Czwórka"
- Antoni Ostrouch − Strażnik więzienny